# Bình Hưng Hòa A
Bình Hưng Hòa A là một phường thuộc quận Bình Tân, Thành phố Hồ Chí Minh, Việt Nam. Trên địa bàn phường có nghĩa trang Bình Hưng Hòa là nghĩa trang lớn nhất Thành phố Hồ Chí Minh.

## Địa lý
Phường Bình Hưng Hòa A nằm ở phía bắc quận Bình Tân, có vị trí địa lý:
- Phía đông giáp quận Tân Phú với ranh giới là đường Bình Long
- Phía tây giáp phường Bình Hưng Hòa B với ranh giới là Quốc lộ 1
- Phía nam giáp các phường Bình Trị Đông và Bình Trị Đông A với ranh giới là đường Lê Văn Quới
- Phía bắc giáp phường Bình Hưng Hòa với ranh giới là đường Tân Kỳ Tân Quý.

Phường có diện tích 4,65 km², dân số năm 2021 là 125.894 người,  mật độ dân số đạt 27.073 người/km².

## Lịch sử
Phường Bình Hưng Hòa A được thành lập vào ngày 5 tháng 11 năm 2003 trên cơ sở 424,49 ha diện tích tự nhiên và 46.658 người của xã Bình Hưng Hòa cũ thuộc huyện Bình Chánh.

## Hành chính
Phường Bình Hưng Hòa A được chia thành 52 khu phố, đánh số lần lượt từ 1 đến 52.